# Neopaedarium subauratum
Neopaedarium subauratum là một loài ruồi trong họ Tachinidae.